# Acanthocyclops brevispinosus
Acanthocyclops brevispinosus är en kräftdjursart som först beskrevs av Herrick 1884.  Acanthocyclops brevispinosus ingår i släktet Acanthocyclops och familjen Cyclopidae. Inga underarter finns listade i Catalogue of Life.